# Santa Cruz de Lorica
Santa Cruz de Lorica, auch Lorica genannt, ist eine Gemeinde (municipio) im Departamento Córdoba an der kolumbianischen Karibikküste (in der Región Caribe).

## Geographie
Santa Cruz de Lorica liegt im Norden von Córdoba in der Nähe des Karibischen Meeres, am Unterlauf des Río Sinú. Santa Cruz de Lorica liegt 60 km von Montería entfernt. An die Gemeinde grenzen im Norden San Antero, San Bernardo del Viento, Purísima und Momil, im Süden San Pelayo und Cotorra, im Osten Momil und Chimá und im Westen San Bernardo del Viento, Puerto Escondido und Moñitos.

## Bevölkerung
Die Gemeinde Santa Cruz de Lorica hat 121.214 Einwohner, von denen 57.799 im städtischen Teil (cabecera municipal) der Gemeinde leben (Stand: 2019).

## Geschichte
Santa Cruz de Lorica wurde 1740 gegründet, zunächst auf der Insel Gaita im Río Sinú. In der Folge dehnte sie sich aber auf das umliegende Land aus. Die Stadt wurde 1919 durch einen Brand fast komplett zerstört und danach wieder aufgebaut, zudem war sie regelmäßig von Hochwasser betroffen, bis 1938 ein Schutzwall errichtet wurde. Die Region war Ziel für Migranten aus dem muslimischen Raum, insbesondere aus der Türkei, dem Libanon und Syrien.

## Wirtschaft
Die wichtigsten Wirtschaftszweige in Santa Cruz de Lorica sind die Landwirtschaft, Rinderproduktion, Fischerei, Kunsthandwerk und Tourismus.

## Söhne und Töchter der Stadt
- Manuel Zapata Olivella (1920–2004), Schriftsteller
- Leicy Santos (* 1996), Fußballspielerin